# Tv asahi movie
Tv asahi movie（テレビアサヒムービー）は、テレビ朝日の映画製作レーベルおよびブランドの一つである。
本項目では製作、または出資した映画の一覧を列挙、あわせてテレビ朝日の製作非関与作品かつ系列局および関連企業（朝日放送テレビ・ABCアニメーション、広島ホームテレビなど）製作の映画作品についても記述するものとする。
作品一覧に関しては関連会社含め以下の項目も参照。
- Category:テレビ朝日製作の映画
- Category:朝日放送製作の映画
  - ABCアニメーション#劇場アニメ
- 東映の映画作品の一覧
- 東映アニメーション#作品履歴
- シンエイ動画#作品履歴

本項目の作品一覧では後述する製作委員会への参加作品も含む。

## 凡例
- ☆印…後述のネット配信にて視聴可能な作品
- ★印…2025年4月現在、レギュラー放送されている番組・作品

## 製作関与企業

### テレビ朝日製作幹事作品の製作委員会参加局
本レーベルにおける製作委員会への参加は、テレビ朝日系列（ANN）準キー局の朝日放送テレビ（ABCテレビ）のほか、系列局として以下の6局が製作に関与している。また、『映画ドラえもん のび太の絵世界物語』など一部の作品は後述する7局含めたテレビ朝日系列全24局が「協力」として関与しているものもある。
| 放送対象地域 | 放送局                   | 製作関与作品・備考 |
| ------------ | ------------------------ | --- |
| 関東広域圏   | テレビ朝日（EX）         | ANNキー局・製作幹事 相棒・ドラえもん・クレヨンしんちゃん・スーパーヒーロータイムほか。後述のテレビシリーズおよび年度別作品一覧も参照。 |
| 近畿広域圏   | 朝日放送テレビ（ABC TV） | ANN準キー局 テレビ朝日製作非関与かつ同局単独での製作参加の作品はCategory:朝日放送製作の映画、アニメーション作品はCategory:朝日放送製作のアニメ映画を参照。 2016年以降、プリキュアシリーズをはじめとするアニメーション映画作品は朝日放送グループホールディングス完全子会社のABCアニメーションが担当。 一部を除くテレビ朝日製作作品にも製作委員会として参加。後述も参照。 |
| 中京広域圏   | メ〜テレ（NBN）          | テレビ朝日製作非関与かつ同局単独での製作参加はCategory:名古屋テレビ放送製作の映画作品を参照。 一部を除くテレビ朝日製作作品にも製作委員会として参加。 |
| 北海道       | 北海道テレビ（HTB）      | 一部を除くテレビ朝日製作作品に製作委員会として参加。 |
| 宮城県       | 東日本放送（KHB）        | 一部を除くテレビ朝日製作作品に製作委員会として参加。 |
| 静岡県       | 静岡朝日テレビ（SATV）   | 一部を除くテレビ朝日製作作品に製作委員会として参加。 |
| 石川県       | 北陸朝日放送（HAB）      | 一部を除くテレビ朝日製作作品に製作委員会として参加。 |
| 広島県       | 広島ホームテレビ（HOME） | テレビ朝日製作非関与かつ同局単独での製作参加は鯉のはなシアターほか2本。また、一部を除くテレビ朝日製作作品にも製作委員会として参加。後述も参照。 |
| 福岡県       | 九州朝日放送（KBC）      | 一部を除くテレビ朝日製作作品に製作委員会として参加。 |
| 日本全域     | BS朝日                   | 一部を除くテレビ朝日製作作品に製作委員会として参加。 |

### 関連会社などの外部企業
系列局以外の企業としてはテレビ朝日が制作・出資、製作幹事として関わる映画のうち、テレビアニメや特撮ヒーローなどの一部ドラマ映画作品としては東映グループや、東宝、松竹のほか、テレビ朝日ホールディングスの関連企業である朝日新聞社、アニメなどの原作の出版社や広告代理店の制作プロダクションが映画冒頭やエンドロール、作品パンフレットなどでクレジットされる制作委員会に名を連ね、各企業から数名のスタッフが関与している作品が多い。
また、『ドラえもん』や『スーパー戦隊シリーズ』のテレビシリーズにおいて関与しているジャパンアクションエンタープライズやオーディオ・プランニングユーも映画製作における音響やアクション衣装の担当も兼ねている。

## メディアでの宣伝
映画プロモーションの一環として、映画作品公開の前日からテレビ朝日系列の一部の報道番組・情報番組・バラエティ番組に一部の映画出演者がゲスト出演する。

## 映画作品のテレビ放映とネット配信
2010年4月より同局製作の映画はWOWOWが先行放送している（一部作品は除く）。
映画公開期間後は一部の作品のみテレビ朝日系列による全国ネットにてテレビ放映されるほか、『クレヨンしんちゃん』、『ドラえもん』、『スーパー戦隊シリーズ』などではABEMAの「ファミリーアニメチャンネル」、「特設チャンネル」、YouTubeの「東映特撮YouTube Official」、TELASA、東映特撮ファンクラブ、テレ朝動画などで配信される。
テレビ朝日以外の系列局による映画作品において、朝日放送テレビ・ABCアニメーション・東映アニメーション制作の『プリキュアシリーズ』の一部を除く映画作品は基本的にYouTubeの「プリキュア公式YouTubeチャンネル」または「東映アニメーションミュージアムチャンネル」にて配信される。その一方テレビではTOKYO MX（東京ローカル）またはテレビ朝日系列全国ネットにて放送されることがあり、実例として2013年8月25日には『スーパーヒーロー&ヒロイン夏休みスペシャル』と題した特番として、映画『仮面ライダー×スーパー戦隊 スーパーヒーロー大戦』と『映画 プリキュアオールスターズNewStage みらいのともだち』を連続して6時 - 9時に放送されたほか、2022年2月から2023年1月まで放送された『デリシャスパーティ♡プリキュア』は、東映アニメーションがランサムウェア感染による不正アクセス被害を受けたことにより新作の放送が1ヶ月中断、その代替編成として『映画 HUGっと!プリキュア♡ふたりはプリキュア オールスターズメモリーズ』が放送された。
また、『映画 プリキュアオールスターズF』を19時 - 20時20分にTOKYO MXで放送した。

## テレビシリーズ
- シンエイ動画・ADKエモーションズ[注 3]共同製作作品
  - 映画『ドラえもん』『ドラえもん のび太の○○』『STAND BY ME ドラえもん』シリーズ（1980年から毎年、ただし2005年・2021年の作品はなし、○○にはサブタイトルが付く）☆★
  - 映画『クレヨンしんちゃん』『クレヨンしんちゃん 嵐を呼ぶ○○』シリーズ（1993年から毎年、○○にはサブタイトルが付く）。☆★
- 東映配給作品
  - ニチアサシリーズ / スーパーヒーロータイム★
    - 仮面ライダーシリーズ☆★
    - スーパー戦隊シリーズ☆★

  - SLAM DUNKシリーズ（THE FIRST SLAM DUNKを除く全作品の製作に関与）
  - あたしンち☆
  - 相棒
- TRICK
- 探偵はBARにいるシリーズ

## 1983年
- 戦場のメリークリスマス

## 1985年
- 銀河鉄道の夜

## 1986年
- 旅路 村でいちばんの首吊りの木

## 1987年
- 紫式部 源氏物語

## 1989年
- 舞姫
- はぐれ刑事純情派

## 1990年
- 少年時代
- オーロラの下で

## 1992年
- 外科室
- 豪姫
- 遠き落日
- 走れメロス
- 天国の大罪

## 1993年
- 夢の女

## 1994年
- 居酒屋ゆうれい

## 1995年
- 写楽

## 1996年
- わが心の銀河鉄道 宮沢賢治物語

## 1997年
- 北京原人 Who are you?

## 1999年
- 鉄道員

## 2000年
- 長崎ぶらぶら節
- アナザヘヴン

## 2001年
- 風花
- ココニイルコト
- 天国から来た男たち
- ホタル
- 伊能忠敬 子午線の夢
- 千年の恋 ひかる源氏物語

## 2002年
- 凶気の桜
- 竜二Forever

## 2003年
- ROCKERS
- スパイ・ゾルゲ
- バトル・ロワイアルII 【鎮魂歌】
- 座頭市
- スカイハイ
- 精霊流し

## 2004年
- 恋人はスナイパー
- CASSHERN
- 海猫
- 死に花
- 天国の本屋〜恋火
- 機関車先生
- スクール☆ウォーズ・HERO
- デビルマン
- レディ・ジョーカー
- 69 sixty nine
- ゴーストシャウト
- 銀のエンゼル

## 2005年
- 北の零年
- 鉄人28号
- 深紅
- 同じ月を見ている
- 単騎、千里を走る。（劇場公開は2006年）
- 男たちの大和
- TAKESHIS'
- BIG RIVER

## 2006年
- ピーナッツ
- サイレン 〜FORBIDDEN SIREN〜
- ラブ★コン
- バルトの楽園
- 紙屋悦子の青春
- 天使の卵
- 地下鉄に乗って
- 武士の一分
- 出口のない海
- アジアンタムブルー
- 暗いところで待ち合わせ
- 7月24日通りのクリスマス

## 2007年
- 幸福な食卓
- 怪談
- スキヤキ・ウエスタン ジャンゴ
- ミッドナイト・イーグル
- 椿三十郎（2007年リメイク版）
- 大帝の剣
- 伝染歌
- さくらん
- ラストラブ
- 恋するマドリ
- あしたの私のつくり方
- 監督・ばんざい!

## 2008年
- 母べえ
- 銀幕版 スシ王子! 〜ニューヨークへ行く〜
- フレフレ少女
- アキレスと亀
- まぼろしの邪馬台国
- 櫻の園
- 山桜
- 特命係長 只野仁 最後の劇場版

## 2009年
- GOEMON
- BALLAD 名もなき恋のうた
- さまよう刃
- 真夏のオリオン
- ゼロの焦点
- 重力ピエロ
- 天使の恋

## 2010年
- おとうと
- 交渉人 THE MOVIE タイムリミット高度10,000mの頭脳戦
- 必死剣 鳥刺し
- 花のあと
- ソラニン
- 君が踊る、夏
- 宇宙で1番ワガママな星
- RAILWAYS 49歳で電車の運転士になった男の物語
- 孤高のメス
- 十三人の刺客
- 武士の家計簿

## 2011年
- 漫才ギャング
- 岳-ガク-
- ライフ -いのちをつなぐ物語-
- ツレがうつになりまして。
- スマグラー おまえの未来を運べ
- friends もののけ島のナキ
- 聯合艦隊司令長官 山本五十六

## 2012年
- 僕達急行 A列車で行こう
- はやぶさ 遥かなる帰還
- HOME 愛しの座敷わらし
- 臨場 劇場版
- 愛と誠
- あなたへ
- 鍵泥棒のメソッド
- 新しい靴を買わなくちゃ
- 北のカナリアたち

## 2013年
- 東京家族
- 草原の椅子
- 少年H
- タイガーマスク
- 武士の献立

## 2014年
- 小さいおうち
- サンブンノイチ
- L♥DK
- 薔薇色のブー子
- キカイダー REBOOT

## 2015年
- 王妃の館
- おかあさんの木
- 日本のいちばん長い日
- 母と暮せば

## 2016年
- 家族はつらいよ
- 殿、利息でござる!
- スキャナー 記憶のカケラをよむ男
- SCOOP!
- ぼくのおじさん
- 幸福のアリバイ〜Picture〜

## 2017年
- 家族はつらいよ2
- 無限の住人
- いつまた、君と 何日君再来
- TAP THE LAST SHOW
- ラストレシピ〜麒麟の舌の記憶〜
- リベンジgirl

## 2018年
- 北の桜守
- 美人が婚活してみたら
- honey
- パパはわるものチャンピオン
- 走れ!T校バスケット部

## 2019年
- サムライマラソン
- 轢き逃げ 最高の最悪な日
- うちの執事が言うことには
- 劇場版 おっさんずラブ 〜LOVE or DEAD〜
- カツベン!

## 2020年
- 甘いお酒でうがい

## 2021年
- キネマの神様
- いのちの停車場
- 総理の夫
- 科捜研の女 -劇場版-

## 2022年
- 太陽とボレロ
- 映画 妖怪シェアハウス-白馬の王子様じゃないん怪-
- 百花
- 七人の秘書 THE MOVIE

## 2023年
- レジェンド&バタフライ
- シャイロックの子供たち
- ハマのドン
- NO LIMIT,YOUR LIFE
- リボルバー・リリー
- こんにちは、母さん
- 窓ぎわのトットちゃん
- アントニオ猪木をさがして

## 2024年
- 劇場版ブルーロック-EPISODE 凪-
- 化け猫あんずちゃん
- 劇場版ドクターX FINAL

## 2025年
- 室町無頼
- ババンババンバンバンパイア
- 黒川の女たち
- トリツカレ男
- TOKYOタクシー
- ペリリュー -楽園のゲルニカ-
- 劇場版 僕の心のヤバイやつ

## 公開日未定
- 劇場版 緊急取調室 THE FINAL

## テレビ朝日製作非関与かつ系列局による製作作品
前述のテレビ朝日ホールディングスおよびテレビ朝日の関連会社や出資会社は、テレビ朝日が製作幹事として製作した作品は同局とともに製作委員会の一社として参加している。
その一方で作品によってはテレビ朝日が製作幹事としての役割、および製作委員会への参加含め、映画作品全体の製作サイドには一切関与せず、代わりに以下のようにテレビ朝日の系列局あるいはテレビ朝日HD、朝日放送テレビ、朝日放送グループホールディングスの関連会社、独立局の東京メトロポリタンテレビジョン（TOKYO MX）などが製作関与する作品も存在する。
以下の局が製作する一部作品はABEMAやTELASAなどで視聴可能である。

### 朝日放送グループホールディングス
同社の関連会社が製作関与する作品の大半はテレビ朝日製作非関与、かつ朝日放送テレビ（ABC TV）および朝日放送グループホールディングス（ABC HD）関連会社や、東京メトロポリタンテレビジョン（TOKYO MX）が関与する作品で占める。
その一方、アニメーション映画作品としてはSILVER LINK.製作の『劇場版 乙女ゲームの破滅フラグしかない悪役令嬢に転生してしまった…』などのようにテレビ朝日およびABC HDの関連会社は関与せず、代わりにBS朝日単独で製作委員会に参加する一方、ディー・エル・イーが製作関与する一部の作品（若おかみは小学生!、パンパカパンツ）は系列外局のテレビ東京やJNN系列局の静岡放送が単独で製作委員会に関与している。

#### 朝日放送テレビ
- 嘘八百シリーズ
  - 嘘八百 京町ロワイヤル
  - 嘘八百 なにわ夢の陣
- 唄う六人の女

ほか

#### ABCアニメーション
2016年6月までは朝日放送→朝日放送テレビが関与していたが、同年7月1日に、当時の朝日放送（現在の朝日放送グループホールディングス）からアニメ事業を分社し、中間持株会社のABCフロンティアホールディングスの子会社としてABCアニメーション（ABC-A）が発足、以降は同社が以下をはじめとする作品の製作に関与している。
- プリキュアシリーズ☆★（ABC-Aをはじめとする製作委員会[注 8]で構成、クロスオーバー作品含む）

- Free!シリーズ
- 青春ブタ野郎シリーズ

他多数

### 広島ホームテレビ
- 鯉のはなシアター
- ＃つぶやき市長と議会のオキテ【劇場版】